# Municipio de Silver Creek (Dakota del Sur)
El municipio de Silver Creek (en inglés: Silver Creek Township) es un municipio ubicado en el condado de Sanborn en el estado estadounidense de Dakota del Sur. En el año 2010 tenía una población de 92 habitantes y una densidad poblacional de 0,99 personas por km².

## Geografía
El municipio de Silver Creek se encuentra ubicado en las coordenadas 44°3′56″N 98°8′47″O / 44.06556, -98.14639. Según la Oficina del Censo de los Estados Unidos, el municipio tiene una superficie total de 93.05 km², de la cual 92,97 km² corresponden a tierra firme y (0,08 %) 0,07 km² es agua.

## Demografía
Según el censo de 2010, había 92 personas residiendo en el municipio de Silver Creek. La densidad de población era de 0,99 hab./km². De los 92 habitantes, el municipio de Silver Creek estaba compuesto por el 100 % blancos. Del total de la población el 0 % eran hispanos o latinos de cualquier raza.